# Resistência Nacional Moçambicana
A Resistência Nacional Moçambicana, mais conhecida pelo acrónimo RENAMO, é o segundo maior partido político de Moçambique. O partido é dirigido por Ossufo Momade, eleito presidente em 16 de janeiro de 2019, depois da morte do líder histórico Afonso Dhlakama.
A RENAMO surgiu como uma reação externa e interna às políticas do partido único no poder, a FRELIMO, constituindo-se num movimento armado que combateu na Guerra Civil Moçambicana.

## Histórico
A RENAMO foi fundada em 1975 após a independência de Moçambique como uma organização política anti-comunista, patrocinada pela Organização Central de Inteligência da Rodésia. A formação do partido (ainda como grupo guerrilheiro de direita) se deu sob os auspícios do primeiro-ministro da Rodésia, Ian Smith, que procurava por meio da RENAMO, impedir que o governo da FRELIMO fornecesse refúgio à União Nacional Africana do Zimbábue, uma organização militante que pretendia derrubar o governo rodesiano.

### Início
A RENAMO começou as suas operações na província de Manica, centro de Moçambique, chefiada por André Matsangaíssa, um dissidente da FRELIMO. A sua base principal era conhecida como "Casa Banana". Matsangaíssa foi morto pelas forças governamentais em Gorongosa no dia 17 de outubro de 1979, num ataque da RENAMO a uma posição das forças governamentais. Depois de uma violenta luta pela sucessão, Afonso Dhlakama tornou-se o novo líder da RENAMO. Esta luta colocou em confronto os dois comandantes imediatamente abaixo de Matsangaíssa, um de nome Charlie e o outro Dhlakama. Este último saiu vitorioso depois de ter sido apoiado pelos rodesianos e sul-africanos, tendo o primeiro sido abatido.
Durante a Guerra Civil Moçambicana da década de 1980, a RENAMO também recebeu o apoio da África do Sul. Nos Estados Unidos, a CIA e os conservadores fizeram lobby para o apoio à RENAMO, no entanto encontrou-se forte resistência por parte do Departamento de Estado, que disse "não reconhecer ou negociar com a RENAMO". O governo britânico de Margaret Thatcher apoiou no início informalmente a RENAMO, mas passou a apoiar a FRELIMO quando esta fechou a fronteira com a Rodésia, então considerada uma colónia rebelde.

### 1992 - atualidade
Com o término da guerra civil, sob os termos do Acordo Geral de Paz, assinado em Roma a 4 de Outubro de 1992, a RENAMO abandonou as armas e converteu-se em um partido político. Neste período, com a dissolução da União Soviética, e a conversão da FRELIMO em um partido social-democrata, a RENAMO abandona sua ideologia anti-comunista, mas adota como substituição a esta uma ideologia populista e conservadora. Os antigos combatentes da RENAMO foram integrados ao exército moçambicano.
A RENAMO já concorreu três vezes às eleições multipartidárias, tanto para o parlamento, onde ficou sempre em minoria, como apoiando Dhlakama como candidato à presidência, mas perdeu as eleições. Em relação às eleições municipais, a RENAMO boicotou as primeiras, em 1998, mas concorreu às segundas, em 2003, assegurando o controle de cinco dos 33 municípios.
Nas eleições legislativas de 1 e 2 de Dezembro de 2004, o partido foi o cabeça da colisão eleitoral Renamo-UE, que conquistou 29,7% dos votos e 90 dos 250 assentos. O candidato presidencial dessa aliança, Afonso Dhlakama, recebeu 31,7% dos votos populares.
Afonso Dhlakama faleceu em 3 de Maio de 2018, tendo a Comissão Política do partido nomeado Ossufo Momade como coordenador e líder interino até à realização de um congresso. Momade foi eleito presidente do partido em 16 de Janeiro de 2019 durante o seu VI Congresso realizado na Serra da Gorongosa.
Clementina Bomba foi nomeada secretária-geral do partido em 12 de Dezembro de 2022. Substitui André Majibire, que tinha sido nomeado em 29 de Abril de 2019, sucedendo a Manuel Bissopo.

## Dissidências
Raul Domingos, negociador nos Acordos Gerais e líder da RENAMO no Parlamento entre 1994 e 1999, foi expulso do partido em 2000 e, em 2003, fundou o Partido para a Paz, Democracia e Desenvolvimento.
Em Agosto de 2008, a RENAMO preteriu o presidente do Conselho Municipal do principal município controlado por si, o Eng. Daviz Simango, para candidato à reeleição nas eleições municipais agendadas para Novembro de 2008. O Eng. Simango decidiu candidatar-se como independente, tendo sido, por isso, expulso do partido. Esta série de eventos levou a tumultos na Beira, à deserção de vários membros desta formação política e à formação de um novo partido político, o Movimento Democrático de Moçambique.

## Resultados eleitorais

### Eleições presidenciais
| Data | Candidato       | CI. | Votos     | %              |
| ---- | --------------- | --- | --------- | -------------- |
| 1994 | Afonso Dhlakama | 2.º | 1 666 965 | 33,73 / 100,00 |
| 1999 | Afonso Dhlakama | 2.º | 2 133 655 | 47,71 / 100,00 |
| 2004 | Afonso Dhlakama | 2.º | 998 059   | 31,74 / 100,00 |
| 2009 | Afonso Dhlakama | 2.º | 650 679   | 16,41 / 100,00 |
| 2014 | Afonso Dhlakama | 2.º | 1 783 382 | 36,61 / 100,00 |

### Eleições legislativas
| Data | Líder           | CI. | Votos     | %              | +/-   | Deputados | +/- | Status   |
| ---- | --------------- | --- | --------- | -------------- | ----- | --------- | --- | -------- |
| 1994 | Afonso Dhlakama | 2.º | 1 803 506 | 37,78 / 100,00 |       | 112 / 250 |     | Oposição |
| 1999 | Afonso Dhlakama | 2.º | 1 603 811 | 38,81 / 100,00 | 1,03  | 117 / 250 | 5   | Oposição |
| 2004 | Afonso Dhlakama | 2.º | 905 289   | 29,73 / 100,00 | 9,03  | 90 / 250  | 27  | Oposição |
| 2009 | Afonso Dhlakama | 2.º | 688 782   | 17,69 / 100,00 | 12,04 | 51 / 250  | 39  | Oposição |
| 2014 | Afonso Dhlakama | 2.º | 1 495 137 | 32,46 / 100,00 | 14,77 | 89 / 250  | 38  | Oposição |